# Челик (футбольный клуб, Зеница)
«Челик» (от тур. Çelik, сталь) ― футбольный клуб из Боснии и Герцеговины, базируется в городе Зеница. Клуб был основан в 1945 году. В высшем дивизионе чемпионата Боснии и Герцеговины играл в 1994—2020 годах. Домашний стадион — «Билино Поле», вмещает 18 000 зрителей.
Название «Челик» переводится, как «сталь», тем самым исторически клуб является представителем боснийских металлургов.

## Достижения
- Чемпион Боснии и Герцеговины: 1994/95, 1995/96, 1996/97
- Обладатель Кубка Боснии и Герцеговины: 1994/95, 1995/96
- Обладатель Суперкубка Боснии и Герцеговины: 1995, 1996
- Бронзовый призер чемпионата Боснии и Герцеговины: 2007/08
- Финалист Кубка Боснии и Герцеговины: 2010/11, 2013/14
- Победитель Кубка Интертото: 1975
- Победитель Кубка Митропы: 1971, 1972